# Huawei Ascend M680
Lo Huawei Ascend (2010), chiamato anche Huawei Ascend M860 o Huawei HWM0860, è uno smartphone del 2010 prodotto da Huawei, primo modello della serie Huawei Ascend e uno dei primi smartphone Huawei, commercializzato in Europa solo nel 2012.

## Caratteristiche tecniche

### Hardware
Lo Huawei Ascend M860 è uno smartphone con form factor di tipo slate, misura 116 x 62 x 14 millimetri e pesa 135 grammi.
Il dispositivo è dotato di connettività GSM quad band, CDMA dual band ed EV-DO, di Wi-Fi mono-banda 802.11 b/g, di Bluetooth 2.0/2.1 con EDR e di GPS con A-GPS. Ha una porta microUSB 2.0 e un connettore jack audio per auricolari/microfono da 3,5 mm.
L'Ascend M869 è dotato di schermo touchscreen capacitivo TFT da 3,5 pollici di diagonale, di risoluzione 320 x 480 pixel (densità di 165 pixel per pollice). La batteria agli ioni di litio da 1500 mAh è removibile dall'utente.
Il chipset è un Qualcomm MSM7200A, con CPU mono-core a 528 MHz. La memoria interna è di 512 MB ed espandibile mediante microSD, mentre la RAM è di 0,25 GB.
La fotocamera posteriore ha un sensore da 3,2 megapixel, dotato di zoom digitale, in grado di registrare video, mentre la fotocamera anteriore è da 0,3 megapixel.

### Software
Il sistema operativo è Android, in versione 1.5 Cupcake o 2.1 Eclair, aggiornabile fino ad Android 2.2 Froyo.